# Решма
Ре́шма — село в Кинешемском районе Ивановской области. Административный центр Решемского сельского поселения.

## География
Расположено в 26 километрах от города Кинешмы на пути к Юрьевцу на высоком правом берегу Волги, ниже по её течению относительно места впадения в Волгу реки Решемки. Решма связана с Кинешмой и Юрьевцем асфальтированным шоссе.

## Название
Слобода (ныне село) получило название от реки Решма (ныне Решемка), название которой имеет финно-угорское происхождение. Окончание (формант) -ма часто встречается в названиях рек и речек на территории современных Ярославской, Костромской, и Ивановской областей. Помимо двух речек с названием Решма (ныне Решемка) и одноименной слободы, известен всего один топоним с таким названием — пустошь Решма, упоминаемая в 1618 году в волости «Никольской слободке» (сейчас в черте Костромы) и принадлежавшая помещику Г. С. Ратькову. В Кологривском уезде было два притока Унжи — Не́решма и Ме́решма. Существует деревня Рошма Кинешемского уезда (ныне Вичугского района), стоящая на речке Рошемке (первоначально речка называлась Рошма). Недавно в 5 верстах к востоку от Решмы находилась деревня Рохма (официально упразднена решением Ивановского облисполкома от 17 февраля 1981). В конце XIX века официально она числилась «при безымянном истоке», который в черте деревни впадал в Волгу. Предположительно, этот «исток» или ручей раньше назывался Рохма.
По местной этимологической легенде, название приурочено к разбойничьему эпосу. Когда Степан Разин и пленённая им персидская княжна ехали по Волге мимо Решмы, княжна сказала Разину: «Режь мя» (режь меня), а когда — мимо Кинешмы, она сказала: «Кинешь мя» (кинешь меня). Ономаст В. А. Никонов отмечал, что пленница-шемаханка не говорила на церковнославянском, а Разин никогда не поднимался так высоко по Волге. Историк-краевед Н. А. Зонтиков называет эту легенду типичным примером народной «наивной» этимологии. Возникновению легенды могло способствовать и то, что в разговорной речи местные жители старшего поколения нередко произносят «Кинешмя», «Решмя».
В сборнике Владимира Даля «Пословицы русского народа» зафиксированы пословицы: «От Решмы до Кинешмы глазами докинешь ли?»; «Кинешма да Решма кутит да мутит, а Сологда убытки платит»; «Кинешемцы и решемцы — суконники».
В настоящее время жители Решмы именуются решемцами. Помимо этого наименования в письменных источниках и в живой речи существуют варианты: решменцы, решемчане, решмаки, решмяки и др. Катойконимы решемцы и решемчане образованы от названия Решемская слобода, а решменцы, решмаки и решмяки — от названия Решма.

## История
В различных источниках основание поселения часто относится к монгольскому периоду с указанием на существование подтверждающих это письменных источников. Историк-краевед Н. А. Зонтиков отмечает фактическое отсутствие каких-либо письменных или археологических источников, свидетельствующих о существовании поселения до 1593—1594 годов. Археологических работ в Решме не проводилось. Возможно, раскопки не дадут ответа на вопрос о времени возникновения Решмы, поскольку значительная часть территории древней слободы была уничтожена после подъёма уровня Волги в 1956 году.
Тем не менее, по предположению Зонтикова, Решма возникла в XIV—XV веках. В известный период своей истории Решма в течение некоторого времени была дворцовой слободой, и Зонтиков предполагает, что она и была основана в таком качестве. Слободы XIII—XV веков были специфической формой княжеской колонизаторской деятельности, поэтому Решма, возможно, и была основана каким-то князем. Если слобода Решма возникла в XIV веке, её основателем мог быть кто-либо из суздальских или нижегородских князей, если в XV веке — кто-то из великих московских князей. Все источники XVII—XIX веков отмечают, что жители Решмы занимались рыбной ловлей, поэтому, предположительно, она возникла как дворцовая слобода, задачей которой была поставка во дворец выловленной в Волге рыбы.
Впервые в источниках Решма упоминается в сотной грамоте 1593—1594 годов по посаду города Юрьевца Поволжского, где в перечислении участков Волги, принадлежащих жителям посада, сказано:
Воды в реке Волге волжка Мячевская да подле горы от Решмы на низ до Мытни да Строевское подвалье были на оброке за юрьевчанином за посадским человеком за Олешкою Гуляевым.
«Волжка Мячевская» — один из рукавов Волги напротив села Мячева Пустынь (в то время, предположительно, ещё не села, а небольшого монастыря), которое находилось в 12 верстах ниже Решмы.
Второе известное упоминание слободы Решмы содержится под 1608 годом в «Новом летописце» в связи с чередой восстаний жителей Верхней Волги против власти Лжедмитрия II. В Решме выступление против Лжедмитрия II возглавил крестьянин Григорий Лапша. На подавление восстания Лжедмитрием II был направлен лучший полководец — полковник А. Ю. Лисовский. Войска Лисовского были разбиты ополченцами. В Житии Макария Желтоводского сказано, что «решемстии жители» перед сражениями дали обет, что в случае победы они построят монастырь во имя преподобного Макария Желтоводского. Макариев-Решемский монастырь был основан по инициативе жителей Решмы после 1609 года на устье реки Нёмды напротив Юрьевца и в Решме. Предположительно, закладка монастыря у западной окраины слободы произошла уже в 1609 году. Первый храм был возведён в 1612—1615 годах. В сооружении монастыря участвовало все население дворцовой Юмахонской волости. Монастырь принадлежал к числу так называемых мирских, создававшихся и содержавшихся волостными общинами. Он никогда не имел своих крестьян.
Весной 1612 года через Решму дорогой от Юрьевца к Кинешме прошло ополчение Кузьмы Минина и Дмитрия Пожарского.
в XVII—XVIII веках Решма являлась дворцовой слободой.
Вплоть до начала XX века Решма именовалась слободой. Известна была производством сукна и холстов. Благодаря красоте окружающей природы Решма была популярным местом для отдыхающих и художников. Здесь сделал ряд этюдов и набросков Исаак Левитан.
Проводилась ярмарка, которая носила название Макарьевская, по названию монастыря. В старой Решме имелась только одна улица, вдоль Волги от устья речки Решемки до Пограничного оврага. Выше Решмы находилось село Нагорное. В селе имелась телефонная станция.
Совет рабочих и крестьянских депутатов был создан в Решме уже в 1917 году. В 1923 году все сельские Советы в деревнях были ликвидированы и на основе их создан один совет в селе Нагорном, просуществовавший до 1950-х годов. Этот сельский совет стал именоваться Решемским. Спустя два года на территории Решемского сельского совета начинают создаваться колхозы. Первый из них, «Передовик», был создан в деревне Пичугино, в 1,5 км от Решмы. В 1935 году слиянием трёх коллективов образовался колхоз с центральной усадьбой в селе Решма, который был назван именем 17-го съезда ВКП(б). Вскоре после Великой Отечественной войны к решемскому колхозу были присоединены соседние колхозы.
От исторической слободы Решма к настоящему времени почти ничего не осталось. В начале 1950-х годов при подготовке к подъему уровня Волги по причине строительства Горьковской ГЭС строения слободы Решма были разобраны и перенесены наверх, в село Нагорное. Нынешняя Решма является бывшим село Нагорным, находившимся на горе недалеко от слободы Решмы, протянувшейся внизу узкой полосой вдоль берега Волги.
В расширенных границах решемский колхоз действовал до 1960 года, когда на его землях был образован совхоз «Решемский». В 1966 году, совхоз стал преимущественно птицеводческим, но продолжал заниматься растениеводством и животноводством. Большие прибыли отчасти шли на строительство: были возведены дом культуры, школа, магазины, столовая, детский сад, многоквартирные дома и хозяйственные объекты. Совхоз был крупнейшим в Ивановской области.
В центре села в 1983 году был открыт Дом культуры с кинозалом на 300 мест, крупным спортивным залом совхозной библиотекой. При клубе действовали получивший известность на всю страну народный хор, театральная студия, над которой шефствовал Кинешемский драматический театр имени А. Н. Островского. В 1985 году Решемская средняя школа отметила 100-летний юбилей. На базе Решемской школы искусств, Дома культуры, спортивных сооружений в Решме был создан первый в Кинешемском районе культурно-спортивный комплекс.
В окрестностях Решмы располагались несколько пионерских лагерей, санаторий-профилакторий кинешемского завода «Поликор» и плавучий дом отдыха строителей треста «Кинешмастрой». Неподалёку от пионерских лагерей Министерство здравоохранения СССР построило крупный дом отдыха и причал для скоростных судов. Решма была связана с Кинешмой и Юрьевцем регулярным речным сообщением.
В 2022 году в Решме на разрушенном в советский период церковном кладбище рядом с храмом Воскресения Христова обнаружено место захоронения святого праведного иерея Николая Нагоренского.

## Население
| 1872 | 1897 | 2002  | 2010 |
| ---- | ---- | ----- | ---- |
| 299  | ↗412 | ↗1170 | ↘911 |

## Инфраструктура
- Решемская средняя общеобразовательная школа
  - Памятник павшим учителям и ученикам Решемской школы в годы Великой Отечественной войны
- Решемская вспомогательная школа-интернат
- Детский сад села Решма
- Решемская участковая больница
- Администрация Решемского сельского поселения
- дом культуры
- отделение СберБанка
- гостиница «Нагорное»
- Комплекс премиальных вилл Villa Решма
- в окрестностях села расположено несколько детских летних лагерей.
- в 5 км от села находится бывшая Брежневская дача, в настоящее время — Медицинский центр «Решма» ФМБА России.

## Транспорт
Село доступно автотранспортом
- автобусная остановка.

## Монастырь и храмы
- Монастырь Макарьева пустошь (в настоящее время Макариев-Решемский женский монастырь), посвящённый преподобному Макарию Желтоводскому и широко известный своим старинным архитектурным памятником — Церковью Святой Троицы (не сохранилась)[8][2]. Монастырь ныне действует в качестве женского.
- Каменные приходские храмы середины XVIII века бывшего села Нагорное при слободе Решма. В 1754 году на средства прихожан построен летний однопрестольный пятиглавый Храм Воскресения Христова; в середине XVIII века — также однопрестольный зимний Храм Николая Чудотворца. В комплекс входила восьмигранная столпообразная колокольня, завершенная высоким шатром, костромского типа. Основание колокольни служило притвором Храма Воскресения. При церквях находилось кладбище[14]. Храм Николая Чудотворца в настоящее время действует в качестве храма Макариев-Решемского монастыря. Храм Воскресения за годы советской власти превращен в руины. Храмовый комплекс представляет собой пример позднего использования форм и приемов допетровского зодчества в строительстве XVIII века[15].
- Каменные приходские храмы Рождества Христова слободы Решма. В комплекс входила однопрестольная летняя церковь, с каменной колокольнею и зимняя церковь, имевшая два престола: в честь Смоленской иконы Божией Матери и преподобного Иоанна Рыльского. При церквях находилось кладбище[16].

- Храм Николая Чудотворца Макариев-Решемского монастыря
- Храм Воскресения Христова

## В культуре
Имением Щелыково недалеко от Решмы владел драматург Александр Островский, который проявлял интерес к истории Кинешемского края, изучал местную народную культуру. В пьесе Островского «Козьма Захарьич Минин, Сухорук» упоминается реальное лицо — Григорий Лапша из села Решма.